# Katherine MacDonald
Katherine MacDonald, nata Katherine Agnew McDonald, (Pittsburgh, 14 dicembre 1881 – Santa Barbara, 4 giugno 1956), è stata un'attrice e produttore cinematografico statunitense.
Le era stato dato il soprannome di The American Beauty. Era conosciuta anche con il nome di Katherine McDonald.

## Biografia
Nata in Pennsylvania, Katherine MacDonald vive negli anni Dieci a New York, lavorando come modella. Nel 1917, si trasferisce a Los Angeles, diventando - con la sua compagnia indipendente "Katherine MacDonald Pictures", attiva dal 1919 al 1924 - una delle prime donne produttrici di Hollywood.
Esordisce come attrice nel 1918 in The Spirit of '17 per la Jesse L. Lasky Feature Play Company. Ben presto, i suoi compensi la pongono tra le attrici meglio pagate del 1920, con un contratto firmato per la First National di 50.000 dollari a film.
Il vertice della popolarità lo raggiunge tra gli anni 1920 e il 1923.
Il suo primo ruolo importante è quello di protagonista in Shark Monroe, dove recita a fianco di William S. Hart. Interpreta per DeMille la versione del 1918 di The Squaw Man.
Il suo modo di recitare e la sua presenza scenica la portano a interpretare ruoli in drammi romantici. Gira nella sua carriera, 35 film. Dopo il 1924, appare in due soli film, uno nel 1925 e l'altro l'anno seguente.

## Filmografia

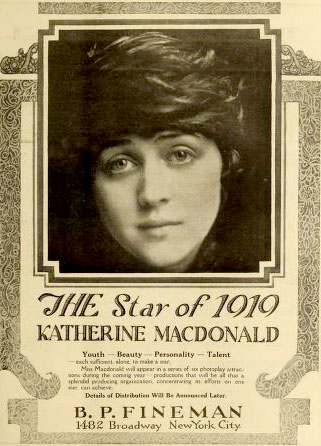
Katherine MacDonald in 1919

### Attrice
- Her Bargain, regia di Tom Ricketts[1] (1917)
- The Spirit of '17, regia di William Desmond Taylor (1918)
- Douglas e gli avvoltoi del Sud (Headin' South), regia di Allan Dwan e Arthur Rosson (1918)
- Ci penso io! (Mr. Fix-It), regia di Allan Dwan (1918)
- His Own Home Town, regia di Victor Schertzinger (1918)
- Shark Monroe, regia di William S. Hart (1918)
- Riddle Gawne, regia di William S. Hart e Lambert Hillyer (1918)
- Battling Jane, regia di Elmer Clifton (1918)
- The Squaw Man, regia di Cecil B. DeMille (1918)
- Speedy Meade, regia di Ira M. Lowry (1919)
- The Woman Thou Gavest Me, regia di Hugh Ford (1919)
- High Pockets, regia di Ira M. Lowry (1919)
- The Thunderbolt, regia di Colin Campbell (1919)
- The Beauty Market, regia di Colin Campbell (1919)
- The Turning Point, regia di J.A. Barry (1920)
- Passion's Playground, regia di J.A. Barry (1920)
- Notorious Miss Lisle, regia di James Young (1920)
- Curtain, regia di James Young (1920)
- My Lady's Latchkey, regia di Edwin Carewe (1921)
- Stranger Than Fiction, regia di J.A. Barry  (1921)
- Her Social Value, regia di Jerome Storm (1921)
- The Beautiful Liar, regia di Wallace Worsley (1921)
- The Woman's Side, regia di J.A. Barry (1922)
- The Infidel, regia di James Young (1922)
- Domestic Relations, regia di Chester Withey (1922)
- Heroes and Husbands, regia di Chet Withey (Chester Withey) (1922)
- White Shoulders, regia di Tom Forman (1922)
- The Woman Conquers, regia di Tom Forman (1922)
- Money, Money, Money, regia di Tom Forman (1923)
- Refuge, regia di Victor Schertzinger (1923)
- The Lonely Road, regia di Victor Schertzinger (1923)
- The Scarlet Lily, regia di Victor Schertzinger (1923)
- Chastity, regia di Victor Schertzinger (1923)
- Trust Your Wife, regia di J.A. Barry (1924)
- The Unnamed Woman, regia di Harry O. Hoyt (1925)
- Old Loves and New, regia di Maurice Tourneur (1926)

### Produttrice
- The Turning Point di J.A. Barry (1920)
- Notorious Miss Lisle di James Young (1920)
- Curtain di James Young (1920)
- Stranger Than Fiction di J.A. Barry  (1921)
- Trust Your Wife di J.A. Barry (1924)